# Ágnes Heller
Ágnes Heller (n. 12 mai 1929, Budapesta, Regatul Ungariei – d. 19 iulie 2019, Balatonalmádi, Veszprém, Ungaria) a fost o scriitoare maghiară.
Tatăl ei a fost deportat în anul 1944 la Auschwitz, unde a fost exterminat.